# Quadricalcarifera triangulum
Quadricalcarifera triangulum är en fjärilsart som beskrevs av M.Gaede 1930. Quadricalcarifera triangulum ingår i släktet Quadricalcarifera och familjen tandspinnare. Inga underarter finns listade.